# František Podškubka
František Podškubka (25. října 1936 Kunovice – 7. dubna 2013 Uherské Hradiště) byl český psycholog, ergonom, odborný manažer a vysokoškolský pedagog. Praxe jej přivedla k soustředěnému zájmu o nové technologie a vědecké metody řízení. Významně přispěl k metodám nedostatečně rozvinuté tuzemské výuky o psychických a fyzických potřebách uživatelů průmyslových produktů (ergonomie).

## Životopis
Narodil se 25. října 1936 v Kunovicích na Moravě. Po základní škole navštěvoval v letech 1952–1956 Střední průmyslovou školu strojní v Gottwaldově. Od roku 1959 studoval obor strojního inženýrství na Vysokém učení technickém v Brně. V letech 1977–1982 vystudoval obor psychologie na Filosofické fakultě Univerzity Palackého v Olomouci. Návazně ještě studoval postgraduálně na Vysoké škole ekonomická a Filosofické fakultě v Praze. V mládí Podškubka aktivně sportoval (košíková, odbíjená, atletika), což mu přineslo užitečnou zkušenost pro obor ergonomie.
V letech 1956–1982 působil v podniku Fatra Napajedla, nejprve jako konstruktér, technolog a posléze jako odborný ředitel. V té době zde byla zaměstnána také návrhářka Libuše Niklová, autorka designu dětských plastových hraček, jejíž práci Podškubka podporoval. V létech 1983–1990 působil jako odborný ředitel podniku Barum Otrokovice. Od roku 1990 až do důchodu v roce 2010 působil pedagogicko-psychologické poradně Hodonín, resp. v její pobočce ve Veselí na Moravě.
K pedagogickému působení na katedře designu Vysoké školy uměleckoprůmyslové v Gottwaldově vyzval Podškubku profesor Zdeněk Kovář, se kterým se znali díky předchozí spolupráci v průmyslu. Tento významný designér, který již v minulosti podnítil ke spolupráci při navrhování i výuce lékaře a inženýry, si na Františku Podškubkovi cenil dlouholeté kombinované zkušenosti psychologa a strojaře. Ve školním roce 1976/77 tak byla zahájena výuka systémové ergonomie. Podškubka s úctou sledoval metody Kovářova navrhování i pedagogiky. Proto se kriticky vyjádřil ke způsobu ukončení jeho akademické kariéry po roce 1990.
Podškubka vyučoval na UMPRUM ve dvou obdobích, nejprve v 70. létech a posléze po roce 1990. Ve druhé periodě se mu podařilo výuku rozvinout na české poměry do mimořádného rozsahu a kvality. Studenti designu se o fyzických a psychických potřebách uživatelů průmyslových produktů učili po čtyři semestry, kde se vedle studia teorie zabývali i praktickými výzkumy dokumentovanými rozsáhlými seminárními pracemi. Jejich pedagog s nimi jezdil i po odborných sympoziích, kde vystupovali s referáty prezentujícími výsledky. Podškubkovi se postupně podařilo vybudovat specializovaný kabinet ergonomie s rozsáhlou velmi kvalitní knihovnou a sbírkou učebních pomůcek. Přiblížil tak školu k někdejšímu záměru profesora Zdeňka Kováře, který chtěl v Gottwaldově vybudovat výzkumnou laboratoř, ale pražské vedení školy mu v tom zabránilo. Ve Zlíně také fungovala jinde vzácná spolupráce teorie umění (docent Zdeno Kolesár) s ergonomií. Po přemístění zlínské pobočky VŠUP do Prahy se již škole nepodařilo v rozvinuté tradici výuky o uživateli designu pokračovat. V publikaci, která hodnotila celé období existence zlínské pobočky VŠUP, se nepodařilo integraci výuky o potřebách uživatele designu dostatečně charakterizovat.
František Podškubka si byl dobře vědom skutečnosti, že ergonomie se v československém prostředí prosazuje velmi pomalu, a proto se intenzívně angažoval ve vědeckých společnostech propojujících odborníky a propagujících tento progresívní interdisciplinární obor na veřejnosti. Byl proto nejprve členem ergonomické sekce Čs. vědecko-technické společnosti a po roce 1990 spoluzakládal Českou ergonomickou společnost.
František Podškubka zemřel v Uherském Hradišti 7. dubna 2013. Specializovaný knižní fond a výzkumný archív, které shromáždil, se podařilo v pražské VŠUP uchovat a je základem pro další rozvoj výuky.